# Catedral de San José Obrero (La Crosse)
La Catedral de San José Obrero  (en inglés: Cathedral of Saint Joseph the Workman) es el nombre que recibe un edificio religioso que pertenece a la Iglesia Católica y funciona como la iglesia madre de la diócesis de La Crosse, en Estados Unidos. La catedral, diseñada por el arquitecto Edward J. Schulte, se completó en 1962. Construida de piedra caliza,  cuenta con una torre de reloj con una altura que se eleva por encima de los edificios circundantes en la calle principal 530 del centro de La Crosse, Wisconsin.
El edificio pasó a ser catedral cuando la Diócesis de La Crosse (Dioecesis Crossensis) fue establecida por el Papa Pío IX el 3 de marzo de 1868, del territorio que fue tomado de lo que era entonces la diócesis de Milwaukee. Incluye la parte de Wisconsin y se extiende al norte y al oeste del río Wisconsin. Michael Heiss, entonces jefe del Seminario de San Francisco, Milwaukee, fue nombrado el primer obispo de la sede episcopal de La Crosse.

## Véase también

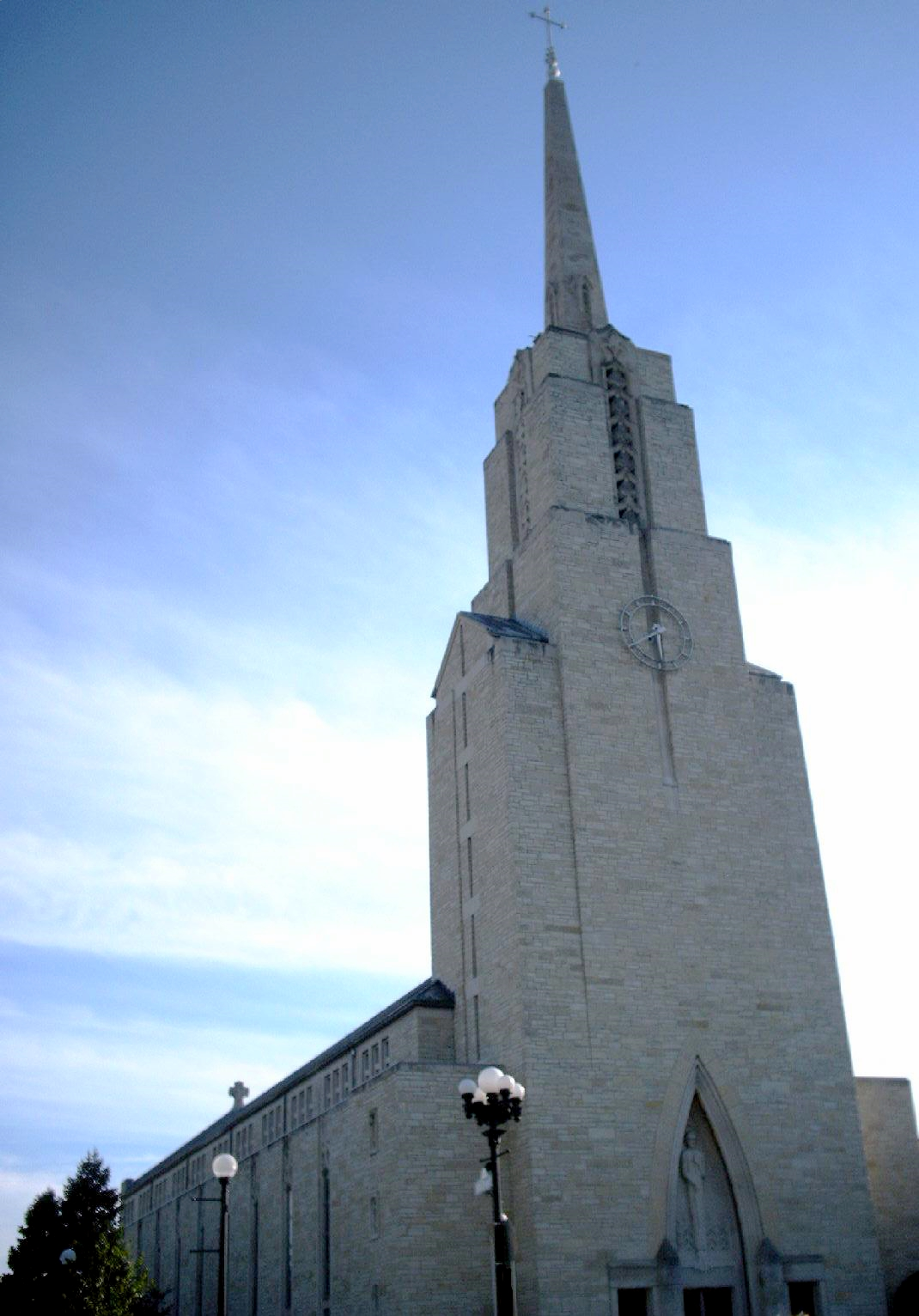
Otra vista del templo